# إلين ديدييه
إلين ديدييه (بالإنجليزية: Elaine Didier)‏ هي أمينة مكتبة أمريكية، ولدت في 1948 في بلايموث في الولايات المتحدة. عملت ديدييه في جامعة ميشيغان من عام 1977 إلى  عام 1999، حيث حصلت على الدكتوراه في عام 1982، وعينت عضو مجلس الإدارة في تشرين الأول / أكتوبر 1997 في Compuware وهي شركة برمجيات ذات منتجات في مجال تكنولوجيا المعلومات وإدارة الشركات الكبيرة. في يوليو 1999 تركت ديدييه جامعة ميشيغان لتصبح مديرة مكتبة كريسج في جامعة أوكلاند، في يناير 2005 أصبحت مديرة مكتبة ومتحف فورد الرئاسية. ووجهت الجهود لزيادة الزّوار للمتحف وتكريمًا لإنجازاتها حصلت على جائزة خريجي جامعة ميشيغان المتميزين وجائزة الخدمة المتميزة لنادي الروتاري.

## نشأتها
عندما كانت في الثامنة عشرة التحقت ديدييه بجامعة ميشيغان،  حيث قابلت طالب الاقتصاد غوردون ديدييه وبعد ثلاثة أسابيع من التعارف شاركا في سباق سيارات أدى لكسر العمود الفقري لديها.
وفي عام 1969، حصلت ديدييه على درجة البكالوريوس في الآداب (اللغة الإنكليزية) أكملت الماجستير في علوم المكتبة في جامعة ميشيغان في عام 1971، وهي نفس السّنة التي تزوجت فيها من غوردون، حصلت ديدييه على درجة الدكتوراه في جامعة ميشيغان في عام 1982، ودرست في جامعة أكسفورد.

## الحياة العملية
بدأت العمل في جامعة ميشيغان في عام 1977م، واستلمت مجموعة متنوعة من المناصب خلال 22 عامًا، بما في ذلك: منصب مدير موارد المعلومات في كلية إدارة الأعمال، مدير مركز تعليم الحواسيب الدقيقة، ومساعد مدير جامعة مركز الحاسوب، ومدير ومساعد مدير خدمات الاستراتيجية التعليمية، وأستاذ مساعد في مدارس التعليم والمعلومات، والمستشار الإعلامي في مكتب الخدمات المدرسية.
وفي عام1987، انتخبت ديدييه رئيسًا لرابطة الاتصالات والتكنولوجيا التّعليمية، وهي رابطة أكاديمية ومهنية مكرّسة لتحسين التّعليم من خلال التكنولوجيا، في ولاية ميشيغان في مكتبة كلية إدارة الأعمال في بداية التسعينيات، شجعت ديدييه تجريب الحفظ الكامل للنصوص الرّقمية كبديل عن ورق المجلات تحسبًا لمستقبل إيصال المعلومات الإلكترونية.
في عام 1993، انتُخبت ديدييه كأول امرأة لتكون رئيسة نادي آن أربور روتاري، وهو فرع من  نادي الخدمة الدولية الذي كان هدفه جمع قادة الأعمال والاحترافيين من أجل تقديم الخدمات الإنسانية، وتشجيع المعايير الأخلاقية العالية في جميع المهن، والمساعدة في بناء النوايا الحسنة والسلام في العالم، وفي خريف عام 1993، استقالت ديدييه من منصب مديرة موارد المعلومات في مكتبة إدارة الأعمال في كريسغي لتصبح عميدًا مساعدًا لمدرسة Horace H. Rackham[ 9] وبصفتها عميدًا مساعدًا، أشرفت ديدييه على ميزانية قدرها 29 مليون دولار وعلى 55 موظفًا. في عام 1994 شغلت ديدييه منصب الرئيس الإقليمي لأول مرة في حملة جامعة ميشيغان المتحدة بعد أن شاركت فيها لسنوات.
في عام 1996، أصبحت ديدييه أستاذًا مساعدًا في جامعة ميشيغان في كلية المعلومات ومديرة برامج البحث الأكاديمية والتوعية، موسعة برنامج التّعلم في جامعة ميشيغان الذي عرض التّعلم على  الإنترنت للناس في جميع أنحاء العالم.
عندما كانت في منصب مدير برامج الجامعة السكنية والبحثية، أشرفت على توسيع أنظمة المعلومات في المكتبة وبرامج التعليم عن بعد، بما في ذلك المبادئ التوجيهية بشأن الملكية الفكرية.
في نوفمبر 1998 انتخبت نائب الرئيس لاتحاد الأنشطة الدولية لجامعات الغرب الأوسط في الولايات المتحدة المكون من عشر جامعات بحثيّة عامّة تتعاون على مشاريع واسعة النطاق في البلدان النامية، وبالإضافة إلى ذلك، عيّنت رابطة التعليم المستمر الجامعي في واشنطن ديدييه في نفس الشهر لمدة ثلاث سنوات في لجنة التعليم والتقنيات.
في يوليو 1999، غادرت ديدييه جامعة ميشيغان لتصبح عميد مكتبة كريسي في جامعة أوكلاند،وهي جامعة عامة اشترك في تأسيسها ماتيلدا دودج ويلسون وجون أ. في مارس 2000، عُينت ديدييه في فريق عمل التخطيط الاستراتيجي لتكنولوجيا المعلومات في جامعة أوكلاند، حيث وضعت خططًا لمعهد تكنولوجيا المعلومات الجديد بالجامعة. بعد نحو عام، انتُخبت ديدييه رئيسًا لمكتبة جمعية ميشيغان وهي جمعية مهنية في الولايات المتحدة مقرها في لانسنغ، ميشيغان.
من سنة 2001 إلى 2004 قبل تولي ديدييه منصب مدير مكتبة ومتحف فورد الرئاسية، شهدت انخفاضًا كبيرًا في الحضور وفي مقال صدر في عام 2006، تناولت ديدييه مسألة انخفاض معدل الحضور من عام 2001 إلى عام 2004، وأشارت إلى أنها كانت نتيجة لاقتصاد ميشيغان المحلي المتعثر، حيث كان  لدى الناس كمية أقل من المال للإنفاق التقديري، وبالتحديد ضيق الميزانية المحلية للمدارس والتي كانت تمثل أكبر سبب تمكنت ديدييه من التصدي له بنجاح. وعندما توفيّ الرئيس جيرالد فورد علّقت ديدييه قائلة: «أراد فورد أن يكون كلّ من المكتبة والمتحف نابضين بالحياة والبرامج التعليمية، وكان مسرورًا بالآلاف من الزيارات البحثية للأرشيف التي قام بها طلاب جامعة ميشيغان وعلماء آخرون على مر السنين».
في عام 2007، زادت عدد المناسبات العامة في المكتبة، بما في ذلك زيارات من قبل الحائز على جائزة بوليتزر الصحفي تشارلي، وسفير بريطانيا هنري كاتو، ومستشار الأمن القومي السابق برنت سكوكروفت، وغيرهم في سلسلة من المحاضرات. وفي آب / أغسطس عام 2007، عُينت ديدييه في لجنة من الحكام لاختيار الرمز الرسمي للذكرى السنوية المئة لكشافة أمريكا.
في أكتوبر 2010، حصلت على جائزة خريجي جامعة ميشيغان المتميزين، وهي الجائزة المقدمة إلى «الخريجين الذين قضوا 25 عامًا على الأقل من الخدمة المهنية في مهن المعلومات وقدموا مساهمات بارزة»، تكرمت ديدييه لدورها في تقديم جدول أعمال واسع النطاق يوسع نطاق برامج ومعارض جيرالدر ومكتبة ومتحف فورد الرئاسية فضلًا عن زيادة بروز المكتبة والمتحف على الصعيدين المحلي والوطني وأبرزت الجامعة أيضًا عملها الرّامي إلى النهوض بالمرأة في أدوار قيادية عن طريق المشاركة في منظمات مثل المنتدى النسائي الدولي وشبكة ميشيغان للقيادات النسائية.
في أكتوبر 2012، حصلت ديدييه على جائزة الخدمة المتميزة لنادي الروتاري، وهي أعلى جائزة للنادي.

## الحياة الشخصية
تعيش ديدييه في بليموث، ميشيغان مع زوجها غوردون،  وهو يعمل محاميًا في مكتب محاماة بوتزل لونغ مقره في ديترويت. وهي تعمل بمنصب مساعدة وزير الخارجية وزوجها غوردون أمين خزانة في كنيسة سانت جون الأسقفية في وسط مدينة ديترويت. تحب ديدييه الموسيقى الكلاسيكية، وتملك بيانو وقيثارة، وتحب كثيرًا الاهتمام والعناية بالزهور وتربية جميع الحيوانات، وخاصة قطيها ويشكار وجاك.

## الجوائز التي حصلت عليها
2010: جائزة خريجي جامعة ميشيغان المتميزين.
2012: جائزة الخدمة المتميزة لنادي الروتاري، أعلى جائزة للنادي.

## منشوراتها
1-   ديدييه كارين ماكلين (1982)، العلاقات بين تحصيل الطالب في القراءة وبرامج المكتبة الإعلامية والأفراد، جامعة ميشيغان، الرسالة: رسالة (دكتوراه) - جامعة ميشيغان في عام 1982.
2-   ديدييه (2 نوفمبر، 1984), «البحث في أثر البرامج الإعلامية للمكتبة المدرسية على إنجاز الطالب.» الرابطة الأمريكية لمكتبات المدارس، أتلانتا، 14 يناير / كانون الثاني 2013، ورقة قدمت في الاجتماع السنوي للجمعية الأمريكية من مكتبات المدارس في (أتلانتا، نوفمبر، 1984).
3-  ديدييه (تشرين الأول / أكتوبر 1986)، "تغيير أنماط تخزين المعلومات واسترجاعها في المكتبات الأمريكية ومراكز الموارد التعليمية 14 يناير / كانون الثاني 2013، ورقة قدمت في اليابان (طوكيو، اليابان، 25-27 أكتوبر، 1986).

## وصلات خارجية
- الموقع الرسمي